# Вилсанди (остров)
Ви́лсанди, также Ви́льсанди (эст. Vilsandi) — остров на западе Эстонии. Площадь острова составляет 8,75 км².

## Описание
Остров Вилсанди вместе с прилегающей морской территорией, множеством мелких островов и крайней западной частью острова Сааремаа образует национальный парк Вилсанди.
Залив Ауксааре на северном побережье и бухта на южном побережье делят остров на две части, которые носят названия Суур-Вилсанди (Большой Вилсанди, на западе) и Вяйке-Вилсанди (Малый Вилсанди, на востоке), а соединяющий их небольшой перешек  часто затапливается морской водой.
На острове находится одноимённая деревня, входящая в состав волости Сааремаа (в период Российской империи носила название Фильзанд). 
По данным переписи населения 2021 года, в деревне Вилсанди проживали 18 человек, из них 17 — эстонцы. По данным переписи 2011 года в деревне было 6 жителей.
С Вилсанди осуществляется лодочное сообщение через порт Паписааре (расстояние 5 км).
Примерно на расстоянии 600 метров к северу от острова Вилсанди находится ненаселённый остров Весилоо площадью 3,3 км².

## История
Самое раннее упоминание об острове относится к 1645 году — Filsand. На старых морских картах также встречается написание Felsland.  Постоянное поселение на острове существует с 1703 года; в те времена число жителей достигало почти 200 человек.  
В источниках 1645 года встречается название Fylsandt, 1798 года — Gros Filsand и Klein Filsand. 
На западном побережье Вилсанди с 1809 года находится маяк. 

## Галерея

Остров Вилсанди
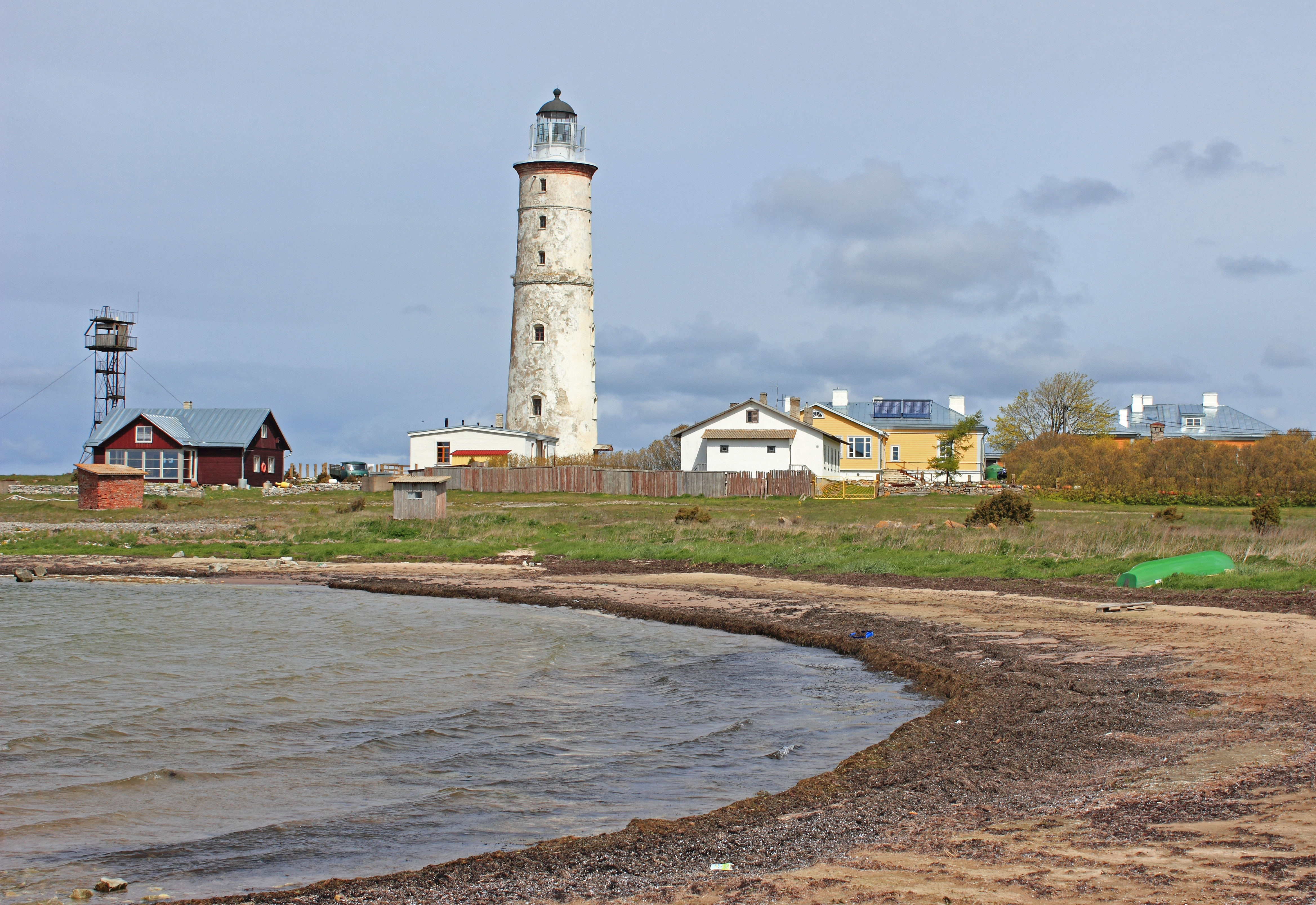
Маяк Вилсанди
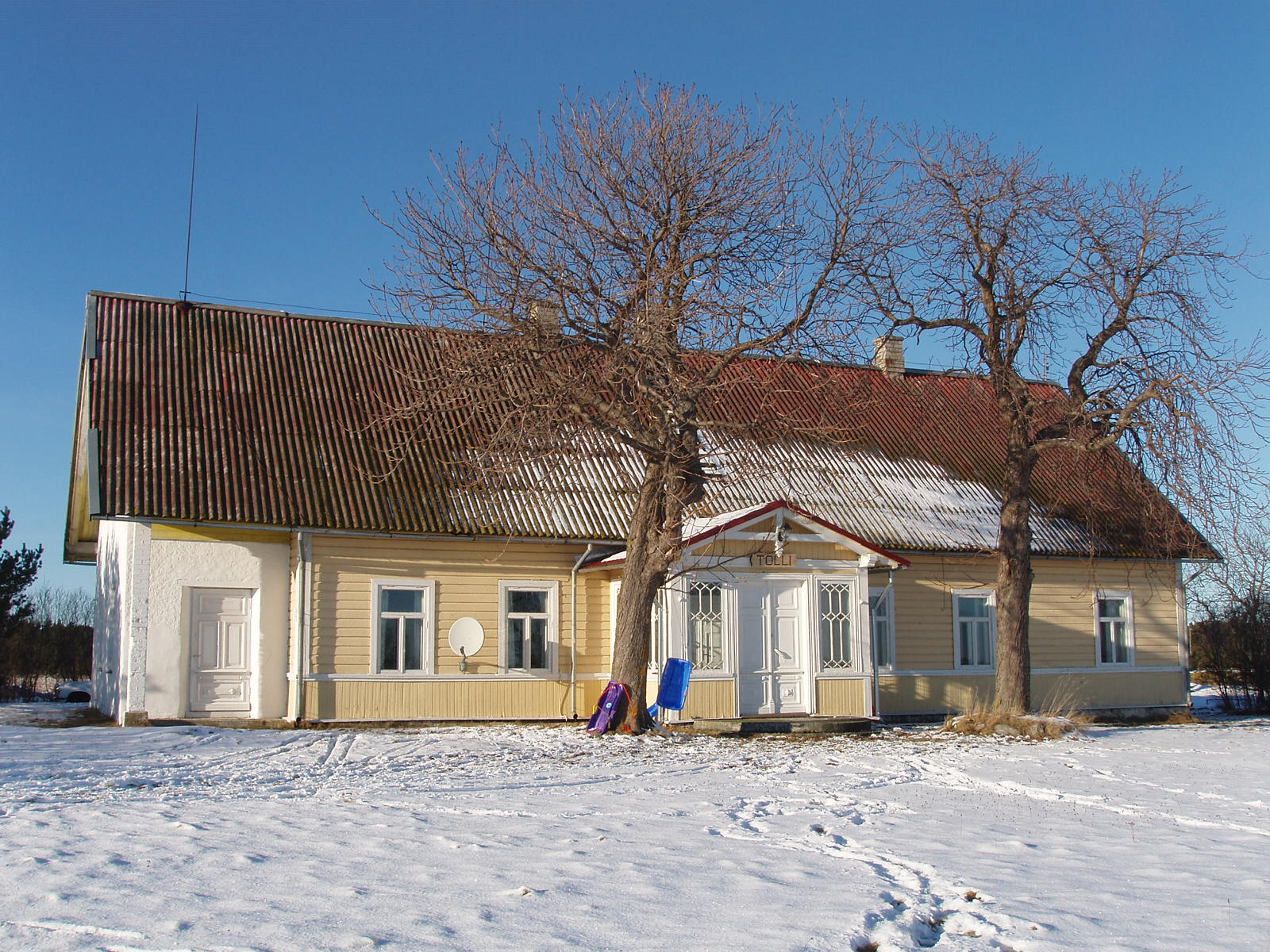
Хутор Толли
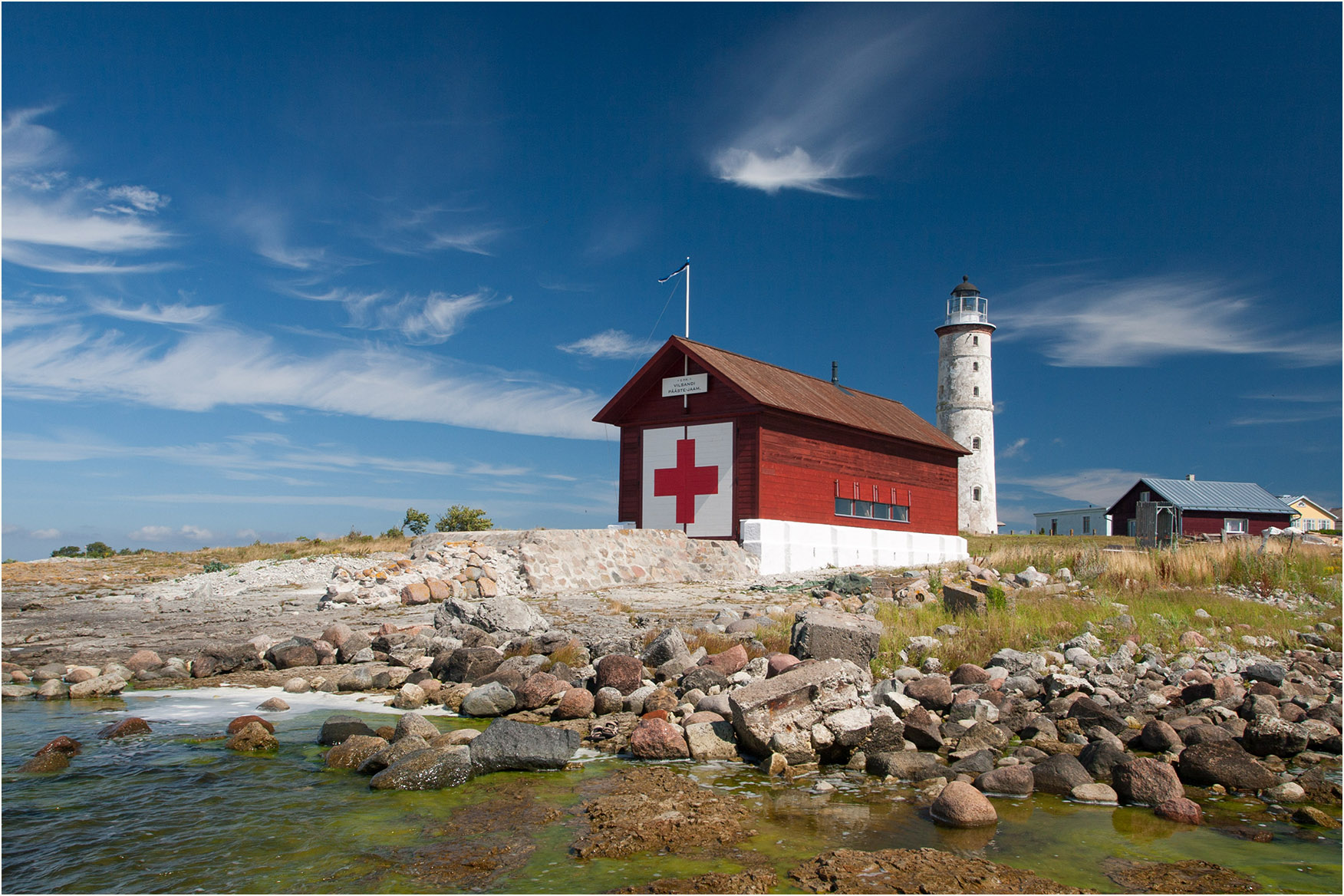
Лодочный сарай спасательной станции
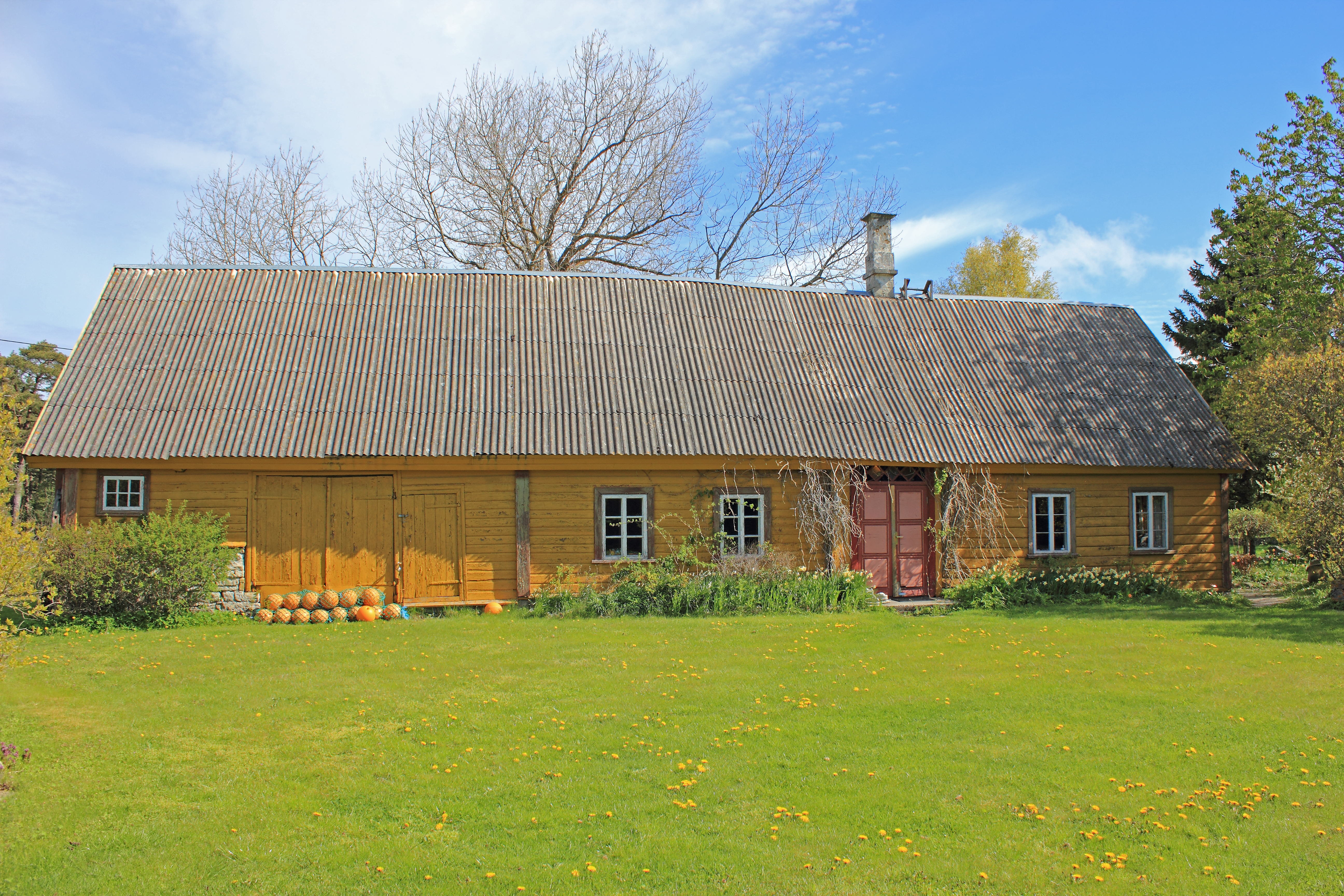
Старый дом
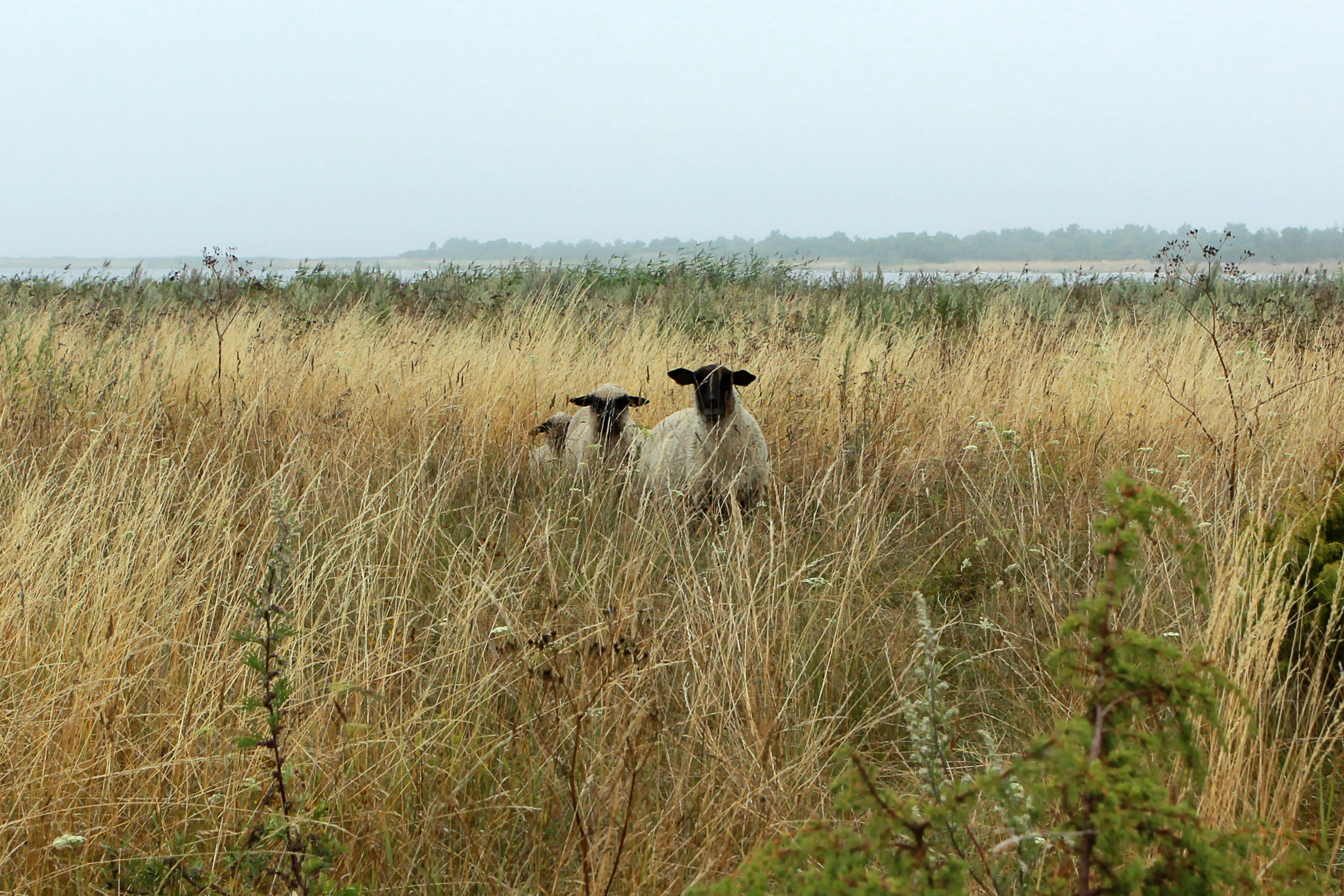
Вилсандиские овцы
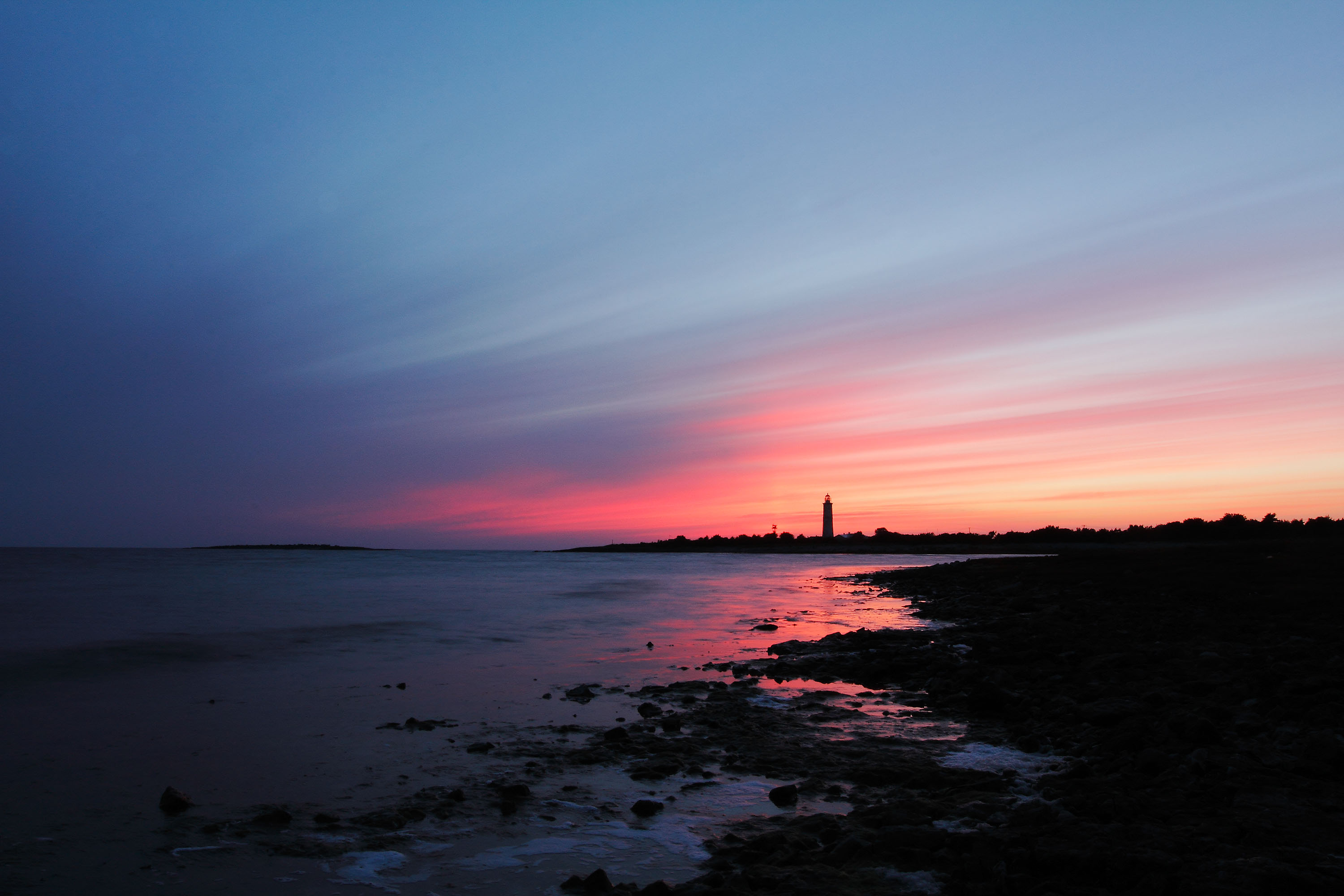
Вилсанди вечером